# O Guri
O Guri foi uma revista em quadrinhos publicada quinzenalmente no Brasil pelo  Diário da Noite, jornal do grupo Diários Associados. Fugindo do formato tablóide da época, era editada como "comic book". Considerada precursora dos quadrinhos brasileiros, em suas páginas eram constantes as histórias de "Mary Marvel", "Capitão América", "Don Winslow, herói da marinha", "O Homem-morcego" (como na época era chamado o Batman), "Capitão Meia-noite", "Perigos de Nyoka", "Joca Marvel, o supercoelho" e "Raffles".

## Antecedentes e histórico
Embora já existissem revistas em quadrinhos no país desde 1905 com o surgimento de O Tico-Tico, apenas em 1929 com o lançamento das revistas no formato  tabloide A Gazetinha do jornal paulista A Gazeta e Mundo Infantil da Casa Editorial Vecchi, é que o Brasil iniciaria a prática que se tornaria comum no país nas décadas seguintes: importação de conteúdo dos chamados suplementos de histórias em quadrinhos distribuídos pelos "syndicates" americanos. Em 1934 apareceu Suplemento Infantil, publicado pelo jornal carioca A Nação. Após quinze edições (já com o nome de Suplemento Juvenil), o criador da revista, o jornalista Adolfo Aizen, passa a publicar a revista em editora própria, a Grande Consórcio de Suplementos Nacionais. Aizen era ex-funcionário do jornal O Globo de Roberto Marinho e da revista O Malho (do mesmo grupo que publicava a revista O Tico-Tico) e havia apresentado um projeto de uma revista em quadrinhos para ser publicada no jornal O Globo. Marinho recusou, alegando que a empreitada seria muito cara. Três anos depois, com o sucesso da revista de Aizen, ele lança O Globo Juvenil. Em seguida Aizen lança Mírim no formato meio-tabloide ou "comic book" e em 1939 Marinho traz O Gibi, no mesmo ano. Aizen depois publica O Lobinho no formato standard.

## Primeira versão (1940)
A revista "O Guri" foi lançada em abril de 1940 pelo jornalista Assis Chateaubriand do Diário da Noite com o título completo "O Gury - O Filhote do Diário da Noite", uma referência ao principal jornal do grupo daquele empresário. Chateaubriand já há tempos pensava em lançar uma revista em quadrinhos e havia registrado o nome da revista em meados da década de 1930. A primeira edição possuia 68 páginas e era totalmente baseada no número um da revista norte-americana Planet Comics da editora Fiction House. A revista Planet Comics era totalmente dedicada a histórias de aventuras interplanetária. Edições posteriores de O Guri trariam histórias de outras temáticas vindas de diferentes revistas da mesma editora como a Jungle Comics (com heróis das selvas) e Action Stories (com histórias de ação). Meses depois, a revista brasileira passou a publicar histórias da Fawcett Comics e da King Features Syndicate. As primeira sete edições eram mensais, depois mudou para quinzenal. A revista utilizava o formato "comic book". O Guri foi a primeira revista em quadrinhos do Brasil a ser impressa em quatro cores pois a editora de Chateaubriand havia importado modernas impressoras dos Estados Unidos.
Em 1943, O Guri publica pela primeira vez no Brasil o Capitão América da editora Timely Comics, predecessora da Marvel Comics. Também surgem as tiras de Os Sobrinhos do Capitão, Buck Rogers e Oliveira, o Trapalhão de Péricles. Péricles publicava os cartuns do Amigo da Onça na revista O Cruzeiro. No ano seguinte, estreiam Batman (na época chamado de Homem-Morcego), Joca Marvel, Raffles e Capitão Meia-Noite. Em 1945, a revista atinge a marca de 110 mil exemplares vendidos. A revista teve uma edição extra e edições alternativas como "O Guri Cômico e O Guri Mensal.

## Segunda versão (1952)
Em março de 1952, já pela Editora O Cruzeiro, há o relançamento com o título O Guri - Suplemento Semanal em Rotogravura. A publicação tinha apenas 12 páginas, compostas de um "mix" de contos em prosa, matérias jornalísticas, noticias esportivas e histórias em quadrinhos. Nessas últimas foram publicados as histórias dos personagens Dagar, o rei do deserto, O Falcão dos sete mares e Rulah, a deusa da selva, todos oriundos da editora americana Fox Feature Syndicate. Embora os quadrinhos viessem de "comic books" coloridos, a revista brasileira saia em formato tabloide (34 x 25cm) e era impressa em preto e branco (coloração normalmente associada tiras diárias), através do processo de rotogravura.

## Terceira versão (1954)
Em 1954 é lançada a terceira revista com o nome O Guri, novamente com o formato "comic book" da primeira versão e com periodicidade semanal. A numeração era reiniciada a cada ano.

## Quarta versão (1968)
Em 1968 é lançada a quarta versão, o nome O Guri desta vez aparecia apenas no expediente da revista ou no canto superior esquerdo da capa em tamanho bem reduzido.
Essa versão vinha com histórias do personagem futurista Magnus da Dell Comics, que era desenhado pelo grande artista Russ Manning.
Assim como na terceira versão, a numeração era reiniciada a cada ano, teve duração de apenas dois anos.

## Almanaques
Foram lançados também três almanaques especiais de O Guri, em 1941, 1942, e o último em 1947.